# Фаунтин Н Лејкс (Мисури)
Фаунтин Н Лејкс (енгл. Fountain N Lakes) град је у америчкој савезној држави Мисури.

## Демографија
По попису из 2010. године број становника је 165, што је 36 (27,9%) становника више него 2000. године.
| Група             | 2000.       | 2010.       |
| Белци             | 128 (99,2%) | 156 (94,5%) |
| Афроамериканци    | 0 (0,0%)    | 0 (0,0%)    |
| Азијати           | 0 (0,0%)    | 0 (0,0%)    |
| Хиспаноамериканци | 0 (0,0%)    | 4 (2,4%)    |
| Укупно            | 129         | 165         |